# Рікі ван Волфсвінкел
Рікі ван Волфсвінкел (нід. Ricky van Wolfswinkel, [ˈrɪki vɑn ˈʋɔɫfsˌʋɪŋkəɫ], нар. 27 січня 1989, Вауденберг) — нідерландський футболіст, нападник клубу «Твенте».

## Клубна кар'єра
Вихованець юнацьких команд футбольних клубів «Вауденберг» та «Вітесс». У 2007 році він отримав нагороду як найкращий бомбардир молодіжної першості.
За основну команду «Вітесса» ван Волфсвінкел дебютував 5 квітня 2008 року, замінивши за 5 хвилин до кінця матчу зі «Спартою» Санті Колка. Цей матч залишився для молодого футболіста єдиним у сезоні 2007/08, але в наступному він закріпився в основному складі. У матчі проти «Де Графсхапа» Рікі вперше вийшов у стартовому складі, а у своєму третьому матчі чемпіонату забив перший гол (знову проти «Спарти»). У підсумку він забив у сезоні 2008/09 8 голів у 32 матчах і став найкращим бомбардиром команди.

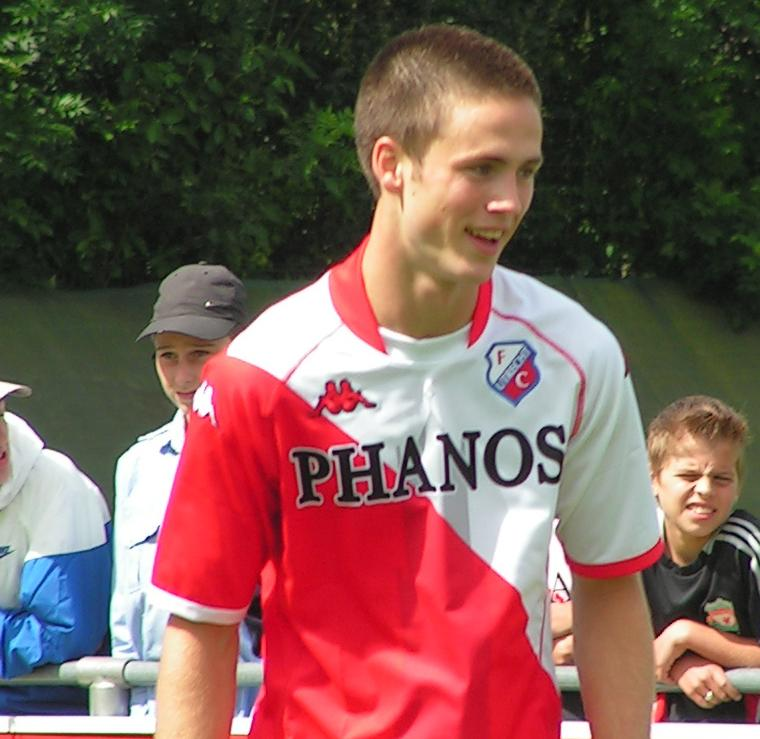
Рікі ван Волфсвінкел у 2009 році у формі «Утрехта»

29 травня 2009 року ван Волфсвінкел перейшов в «Утрехт», з яким підписав 4-річний контракт. Дебютував за нову команду в матчі проти «Валвейка», де забив вже на третій хвилині, як виявилося, переможний гол. По ходу сезону ван Волфсвінкел опинився на лаві запасних, але до кінця знову повернувся в основу. По закінченні чемпіонату «Утрехт» зайняв 7 місце і отримав можливість поборотися за участь у Лізі Європи 2010/11. У плей-офф за місце у Лізі Європи були розбиті «Гронінген» та «Рода», а ван Волфсвінкел забив їм 4 м'ячі. Щоб пробитися в груповий етап Ліги Європи, «Утрехт» пройшов кваліфікаційний і стиковий раунд. У них ван Волфсвінкел забив 6 м'ячів, в тому числі хет-трик у ворота «Селтіка», коли його клубу потрібно було відіграватися після гостьової поразки 0:2. Забивши в національному чемпіонаті 2010/11 15 голів у 26 матчах, ван Волфсвінкел знову став найкращим бомбардиром клубу.
3 червня 2011 року ван Волфсвінкел перейшов до складу португальського «Спортінга» за 5,4 млн євро, з яким підписав 5-річний контракт. За два сезони встиг відіграти за лісабонський клуб 55 матчів в національному чемпіонаті, в яких забив 28 голів.
Влітку 2013 року перейшов до англійського «Норвіч Сіті» за 8,5 млн фунтів, плюс до 2 млн євро в вигляді бонусів. Проте у складі «канарок» нідерландець закріпитись не зумів, забивши протягом сезону лише 1 гол у 25 матчах Прем'єр-ліги, а його команда зайняла 18 місце і вилетіла в Чемпіоншіп. Після цього ван Волфсвінкел на сезон був відданий в оренду у французький «Сент-Етьєн». У Франції провів пристойний сезон, взявши участь у 28 іграх першості, в яких забив 5 голів.
За результатами того ж сезону в Англії «Норвіч Сіті» повернув собі місце у Прем'єр-лізі, і влітку 2015 ван Волфсвінкел повернувся до команди аби допомогти їй пристойно виступити в елітному англійському дивізіоні. Проте зігравши лише в одному матчу кубку ліги проти «Ротергем Юнайтед», в якому навіть забив гол, 31 серпня 2015 року, ван Волфсвінкел був відданий в оренду на сезон в «Реал Бетіс» з іспанської Ла Ліги. До кінця сезону встиг відіграти за клуб з Севільї 16 матчів в національному чемпіонаті.
У червні 2016 року повернувся в «Вітесс». У сезоні 2016/17 став найкращим бомбардиром команди, забивши 20 голів у чемпіонаті. У червні 2017 року перейшов в швейцарський «Базель», підписавши з клубом контракт на три роки.

## Виступи за збірні
2006 року дебютував у складі юнацької збірної Нідерландів, взяв участь у 2 іграх на юнацькому рівні, відзначившись 1 забитими голами.
Протягом 2007-2010 років залучався до складу молодіжної збірної Нідерландів. На молодіжному рівні зіграв у 11 офіційних матчах, забив 5 голів.
11 серпня 2010 року дебютував в офіційних матчах у складі національної збірної Нідерландів у товариській грі проти збірної України, що завершилася з рахунком 1-1. Наступну гру за збірну провів лише у червні 2013 року, вийшовши на поле у товариській грі проти збірної Індонезії.
| Дата       | Місто    | Господарі | Результат | Гості      | Турнір           | Голи | Примітки |
| ---------- | -------- | --------- | --------- | ---------- | ---------------- | ---- | -------- |
| 11-8-2010  | Київ     | Україна   | 1 – 1     | Нідерланди | товариський матч | -    |          |
| 07-06-2013 | Джакарта | Індонезія | 0 – 3     | Нідерланди | товариський матч | -    | 46'      |
| Усього     |          | Матчів    | 2         |            | Голів            | 0    |          |

## Статистика виступів

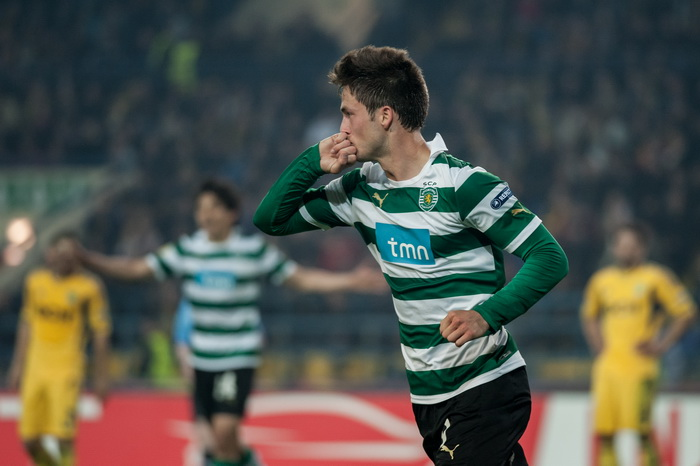
Рікі ван Волфсвінкел святкує забитий гол у ворота «Металіста» в чвертьфіналі Ліги Європи. 6 квітня 2012 року.

## Титули і досягнення
- Володар Кубка Нідерландів (1):

«Вітессе»: 2016-17
- Володар Кубка Швейцарії (1):

«Базель: 2018-19